# Spizocorys obbiensis
Spizocorys obbiensis é uma espécie de ave da família Alaudidae.
É endémica da Somália.
Os seus habitats naturais são: matagal árido tropical ou subtropical.